# 建築行為
建築行為（けんちくこうい）とは、建築基準法(昭和25年法律第201号)第2条第1号に規定する建築物を建築する行為をいい、建築行為に伴う規模や建築物の用途に応じて各種の許認可を求められることがある。建築基準法第2条第13号によれば、建築とは、建築物を新築、増築、改築、又は移転することをいう。

## 法令上の建築行為

### 新築
新築（しんちく）とは、一般的な用法としては新たに建築物を建てることを指すが、建築基準法では原則的に建築物相互が有機的な繋がりをもち用途上不可分の状態にない限りは、一つの敷地には一つの建築物しか建築してはならない。この為、法令上の建築行為としての新築は建築物が建っていない敷地、若しくは建築物を除却した後に更地となった状態の敷地に各種関連法令において適法な建築物を建てる行為をいう。
新築は、そこに新たな用途が発生する行為と考えられる。発生する用途がその場所の用途規制の範囲内であれば問題ないが、用途規制に触れる用途の場合（住居系の地域に大規模商業施設や危険物を扱う工場を建てる、など）、特別な場合を除いて、新築は出来ないことになる。

### 増築
増築（ぞうちく）とは、一般的な用法としては既存の建築物に建て増しを行ない床面積を増やす工事を指すが、建築基準法上は、同一の敷地内に用途上不可分な建築物を別に建築する場合も指す。床面積が増加した後の状態が既得権による緩和を除き都市計画法で定める用途地域に適法な建物用途であること、建築基準法で定める建物用途や建物規模に応じた防火に対する建物構造や避難施設に代表される建物設備が適法であること、道路斜線や隣地斜線等の形態制限において適法であることが求められる。
ある建築物を増築した（その棟の床面積を実際に増やした）場合、原則として既存不適格は解除され、棟全体を現行法に適合させなければならない。しばしば、これは技術的、資金的に非常に困難であり、建築物の増築に対する大きな障害となっている。また、ある敷地内に増築を行った場合、敷地に関する集団規定についても既存不適格が解除されるとする解釈が主流であるが、同一敷地内に2項道路の後退部分や何らかの斜線制限、日影制限にかかった建築物があったり、接道義務を満たしていなかったりしているために、事実上、増築ができない敷地も存在している。
その敷地の用途自体を特に変更したのでない限り、増築行為をもって用途が変更されることは無い。このため、増築は原則として新たな用途の発生しない建築行為とされ、用途規制が問題になることは少ない。

### 減築
減築（げんちく）とは、一般的な用法としては既存の建築物を破壊して床面積を減らす工事を指す。増築の逆の建築行為である。
増築した場合は基本的には既存不適格は解除されるが、建築基準法施行前の増築は稀に既存不適格になることがあるため、敢えて床面積を減らす工事をすることがある。

### 改築
建築物の外部や内部へのリフォーム工事。法令上では「建築物の全部若しくは一部を除却し、又はこれらの部分が災害等によって滅失した後引き続きこれと用途、規模、構造の著しく異ならない建築物を建てる事。従前と著しく異なる時は新築又は増築となる。なお、使用材料の新旧を問わない。（昭28・11・17住指発1400）」と定義されている。
改築の場合も増築と同様、既存不適格が解除される。改築においては既存建築物を一度撤去するので単体規定に問題無いが、集団規定については「解除により敷地全体を現行法に適合させる必要がある」との解釈があり、改築ができない敷地も存在している。
敷地を更地にして新たに同様の建築物を建て直す時、ほとんどの場合は法律上は新築と改築で区別されず、適用される制限も全く同一である。敷地が用途の制限を受けている場合、新築と改築では全く意味が異なる。この問題は用途制限上の既存不適格や、市街化調整区域内に許可を受けて建てた建築物、他法令により新築が制限される用途では重要である。新築は難しいが、改築であれば（既得権として）比較的容易に建築可能であるからである。用途規制においては構造は特に問題ではなく、規模の制限すら無い場合もあるため、理論上建築行為としては新築だが、用途規制においては改築とみなされる場合もあり得る。定義も曖昧であるという理由から、用途が同一である限り改築として扱うことが普通である。
なお、建築基準法以外の法令においては、改築の扱いが異なる場合がある。

### 移転
移転（いてん）とは、同一の敷地内で曳家を行なった後に適法な状態にする行為をいう。建築物は敷地と密接な関係があり、建築物を支える地下構造物の基礎にあっては個々の土地ごとに支持地盤の深さや性質が変わり、移った先の周辺事情が変わることで各種形態制限も同一のものではなくなるため許認可が発生する。
他の建築行為と異なり、移転においては既存不適格が維持される（ただし、基礎の部分と一部の集団規定はこの限りではない）。例えば構造規定が現行法に適合しない既存不適格建築物を移転しても、その構造を現行法に適合させる必要は（法律上は）無い。
別の敷地に曳家を行った場合、元の敷地では除却、曳家先の敷地では新築（増築、改築）を行ったこととなり、移転としては扱われない。このため、既存不適格は解除される。

## 建築行為に伴う許認可
建築基準法
- 建築確認
- 道路内における建築行為の許可

都市計画法
- 開発許可
- 開発許可を受けた開発区域内における建築行為の許可
- 市街化調整区域における建築行為の許可
- 市街地開発事業の予定区域および都市計画施設の整備に関する事業の予定区域内における建築行為の許可
- 都市計画施設の区域および市街地開発事業の施行区域内における建築行為の許可
- 都市計画事業の事業地内における建築行為の許可

土地区画整理法
- 土地区画整理事業施行地区内における建築行為の許可

大都市地域における住宅及び住宅地の供給の促進に関する特別措置法
- 土地区画整理促進区域、住宅街区整備促進区域内における建築行為の許可

都市再開発法
- 市街地再開発促進区域内における建築行為の許可

流通業務市街地の整備に関する法律
- 流通業務地区内における建築行為の許可

住宅地区改良法
- 改良地区内における建築行為の許可

都市緑地法
- 特別緑地保全地区内における建築行為の許可

生産緑地法
- 生産緑地地区内における建築行為の許可

景観法
- 景観重要建造物の現状変更の許可

## 関連用語
- 建築基準法
- 建築
- リフォーム
- 解体
- 都市計画